# ダグラス・パーヴァイアンス
ダグラス・パーヴァイアンス (英語: Douglas Purviance、1952年 - ) は、アメリカ合衆国出身のバストロンボーン奏者、音楽プロデューサー。
アメリカ合衆国ニューヨークを基盤に活動するビッグバンドであるヴァンガード・ジャズ・オーケストラ（以下VJO）のバンド・マネージャーを務める（2人いるリーダーのうちの1人で、もう一人のリーダーはジョン・モスカ）。初期のレコーディング等では「Doug Purviance」と記されているが、同一人物である。

## プロフィール
メリーランド州ボルティモア生まれ。
スタン・ケントン楽団でプロとしてのキャリアをスタート、スライド・ハンプトン、ディジー・ガレスピーらの楽団、ミンガス・ビッグ・バンドなど多数のアンサンブル、バンドに参加している。カーネギー・ホール・ジャズ・バンドの創立メンバーでもあり、ジャズ・アット・リンカーン・センター・オーケストラ、ミシェル・カミロ、クリスチャン・マクブライド、ロン・カーターのビッグバンド等、多数のビッグバンドにて演奏、録音。
1978年よりサド・ジョーンズ＝メル・ルイス・ジャズ・オーケストラ（後にメル・ルイス・ジャズ・オーケストラ、現:ヴァンガード・ジャズ・オーケストラ）に参加。近年はヴァンガード・ジャズ・オーケストラのCD制作においてプロデューサーを務め、手がけた6作品全てでグラミー賞にノミネートされている。2000年に『Thad Jones Legacy』でAFIM賞 (AFIM) を獲得。2005年には『The Way - Music Of Slide Hampton』でグラミー賞ベスト・インストゥルメンタル・アレンジ賞を受賞。また2009年にはアルバム『Monday Night Live at the Village Vanguard』にてグラミー賞ベスト・ラージ・ジャズ・アンサンブル賞を受賞。同アルバムはベスト・ジャズ・アレンジャー賞にもノミネートされている。
ヴァンガード・ジャズ・オーケストラでは、世界ツアー、教育プログラム、文化貢献プログラム等のマネジメントも担当。2009年にはブルーノート東京で同バンドの日本初公演を実現した。2010年からはツアー会場をビルボードライブに移し、東京・大阪で毎年来日公演を行なっている。
ヤマハのクリニシャンとして教育活動にも従事している（使用楽器はヤマハのバストロンボーン）ほか、音楽関連会社「パーヴァイアンス・プロダクション」を立ち上げている。

## 日本での公演

### 2009年
- 12月5日: ブルーノート東京にてVJOリーダーとしてジョン・モスカと共にトークショー公演
- 12月6日〜9日: ブルーノート東京にてVJO公演

### 2010年
- 10月22日: 東京国際フォーラムホールDにてトークショー公演（ビルボードライブが主催）
- 11月25日: ビルボードライブ大阪にてVJO公演
- 11月26日〜28日: ビルボードライブ東京にてVJO公演

### 2011年
- 10月23日〜31日：東京・大阪にて単独ツアー。演奏・クリニックなどを実施
- 12月14, 16, 17日：ビルボードライブ東京にてVJO公演
- 12月18日: ビルボードライブ大阪にてVJO公演

## 著書
- 『前に進む力』 跡部徹共著、ディスカヴァー・トゥエンティワン、2011年、ISBN 978-4799310229